# Conrad Freytag

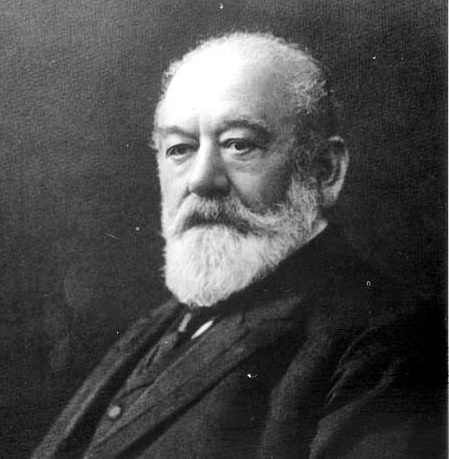
Conrad Freytag

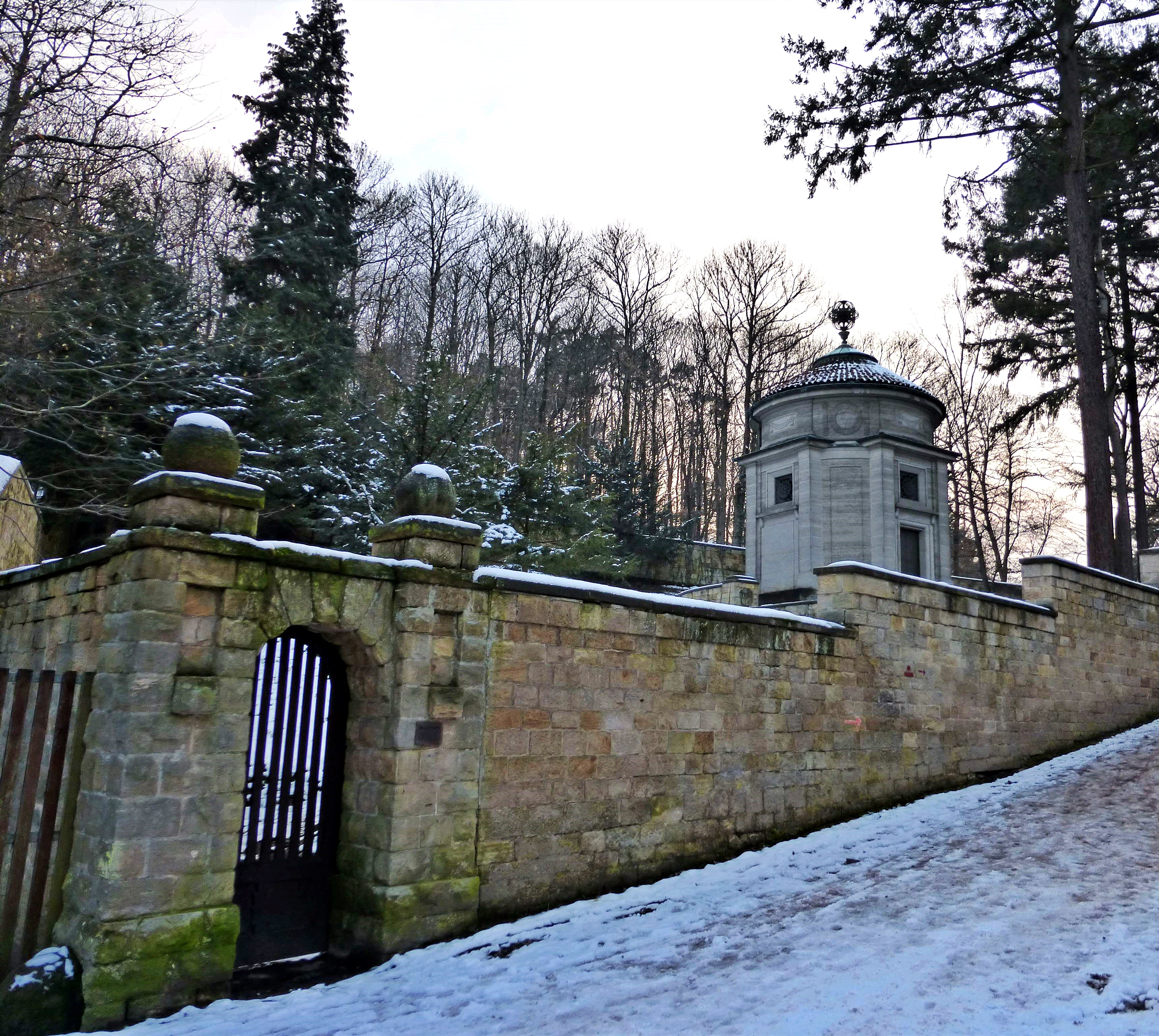
Mausoleum, Neustadt an der Weinstraße, Römerweg

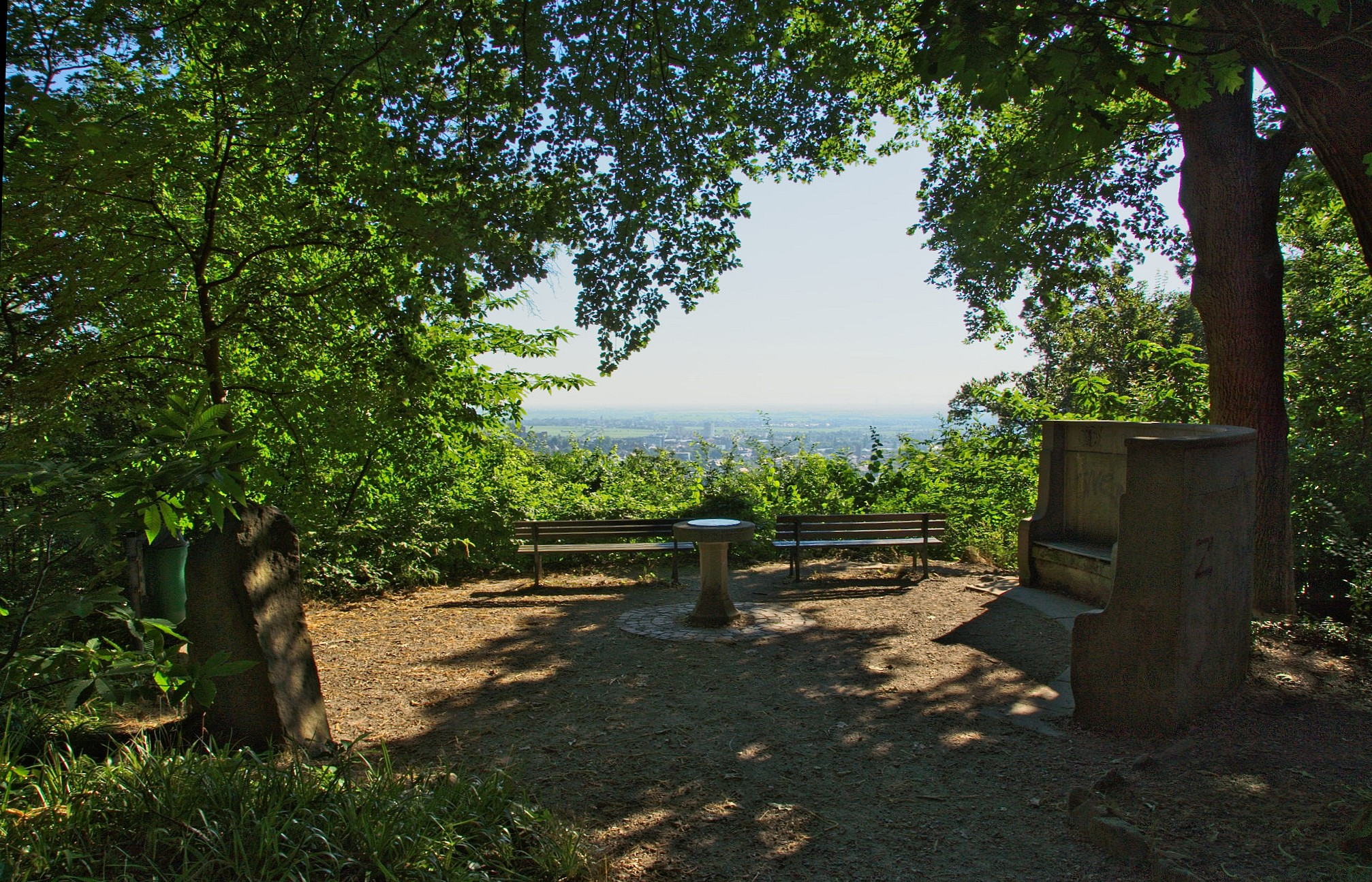
Conrad-Freytag-Blick, Neustadt an der Weinstraße

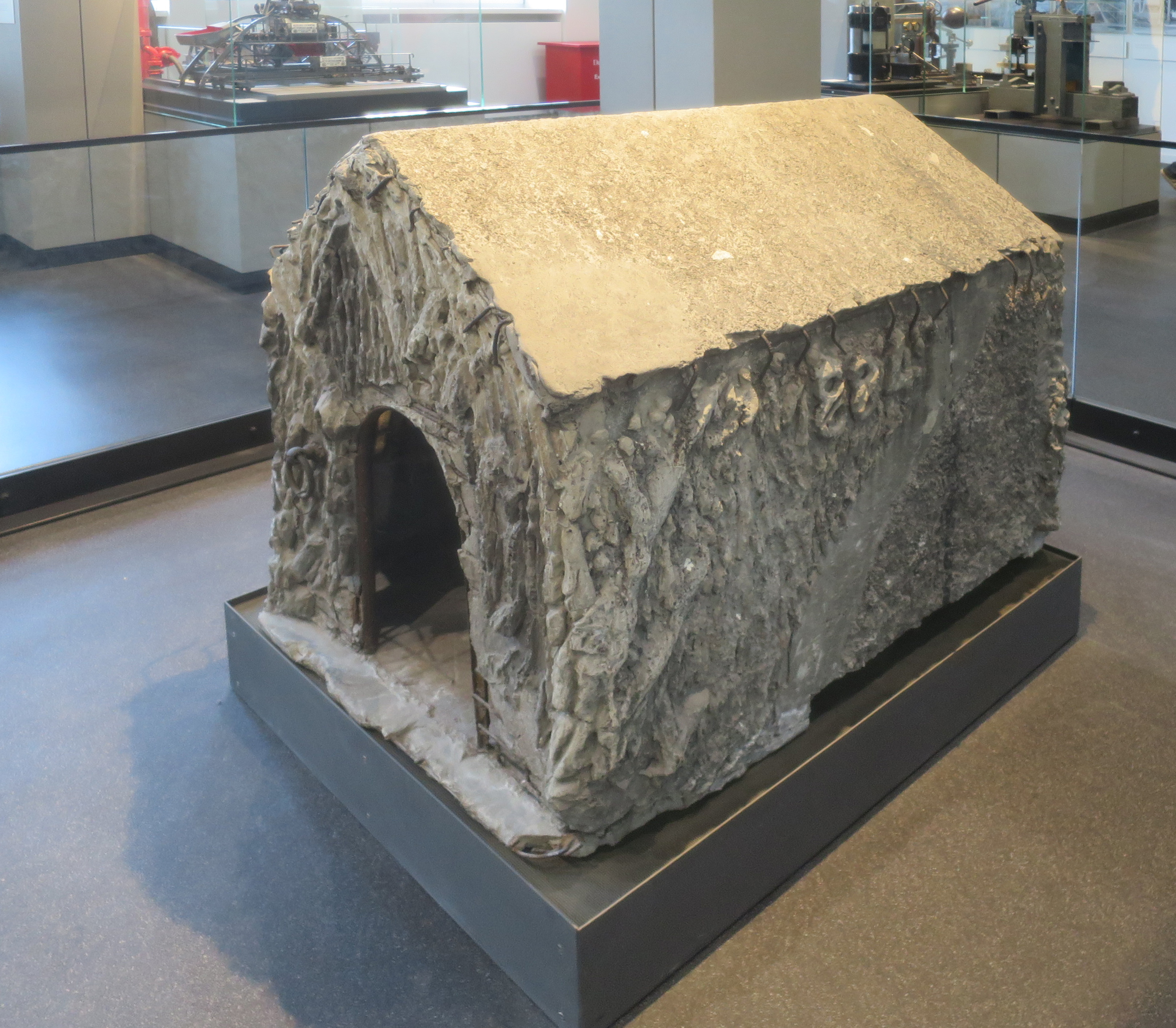
Die Hundehütte von 1884

Conrad Freytag  (* 7. August 1846 in Lachen, jetzt Neustadt an der Weinstraße; † 2. Juli 1921 in Wiesbaden) war ein deutscher Bauunternehmer, Mitgründer der Bauunternehmung Wayss & Freytag und ein Pionier des Eisenbetonbaus in Deutschland.

## Leben und Wirken
Freytag stammte aus einer alteingesessenen pfälzischen Bauernfamilie und ging als Brauer in die Lehre. Er gründete 1875 mit seinem Schwager Carl Heidschuch († 1891) die Baustoff-Handlung Freytag & Heidschuch oHG mit Sitz in Neustadt, wo Freytag sich 1871 ein Haus gebaut hatte; dort blieb der Sitz der Firma bis 1925. Neben dem Handel mit Keramik, hergestellt unter anderem von Villeroy & Boch, Zement und Gips produzierten sie auch Beton-Fertigteile, insbesondere Beton-Rohre. Freytag wandte sich bald dem Hochbau zu und erwarb 1884 die Eisenbeton-Patente des Franzosen Joseph Monier für Süddeutschland, mit Vorkaufsrecht für Norddeutschland. Er begann sofort mit entsprechenden Experimenten. Davon ist die Hundehütte von Conrad Freytag erhalten, die heute zur Sammlung des Deutschen Museums in München gehört. 1885 trat er die Vorkaufsrechte für das Patent für den norddeutschen Raum an Gustav Adolf Wayss unentgeltlich ab, der das Verfahren mit seiner in Berlin gegründeten G. A. Wayss & Cie, der späteren Beton- und Monierbau verwendete und weiterentwickelte. Freytag verkaufte 1890 seinen Anteil an der Freytag & Heidschuch oHG an Gustav Adolf Wayss, aber nach Heidschuchs Tod im Jahr 1891 kaufte er sich 1893 wieder in das Unternehmen ein, das seitdem als Wayss & Freytag firmierte. 1900 wurde dieses Unternehmen in eine Aktiengesellschaft umgewandelt, deren Leitung Freytag übernahm. Wayss schied 1903 aus dem Unternehmen aus und zog sich nach Österreich zurück. 1920 musste Conrad Freytag wegen Gesundheitsproblemen nach Wiesbaden umziehen. Seine Asche wurde aber im Familienmausoleum in Neustadt beigesetzt.
1895 bis 1920 war er Mitglied im Stadtrat von Neustadt und wurde 1916 zum Ehrenbürger der Stadt ernannt. Ein Aussichtspunkt unterhalb des Mausoleums heißt Conrad-Freytag-Blick. Conrad Freytag war Gründungsmitglied des 1898 gegründeten Deutschen Betonvereins, gehörte dessen Vorstand bis 1905 an und wurde 1918 zum Ehrenmitglied ernannt. 1905 wurde er zum königlich bayerischen Kommerzienrat ernannt. 1918 erhielt er die Ehrendoktorwürde (Dr.-Ing. E. h.) der Technischen Hochschule Darmstadt.